# Ribaševina
Ribaševina (cyr. Рибашевина) – wieś w Serbii, w okręgu zlatiborskim, w mieście Užice. W 2011 roku liczyła 378 mieszkańców.